# Thérèse Neumann
Cet article possède un paronyme, voir Neumann.
Thérèse Neumann (Teresa Neumann, 8 avril 1898 à Konnersreuth en Bavière, Allemagne - 18 septembre 1962, même lieu) est une mystique catholique principalement connue pour ses stigmates et son inédie. 
Le 13 février 2005, Gerhard Ludwig Müller, évêque de Ratisbonne a officiellement ouvert la procédure de béatification au Vatican.

## Biographie

### 1898-1918

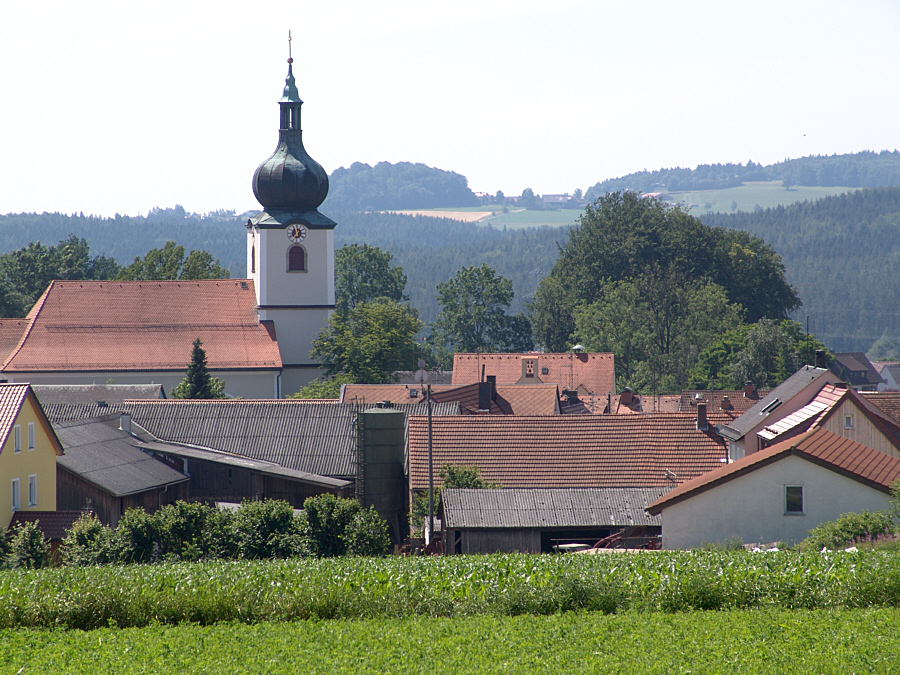
Konnersreuth, vue actuelle

Thérèse Neumann est née le vendredi 8 avril 1898, dans une famille de paysans pauvres dans un village du nord du Royaume de Bavière proche de la frontière avec l'Autriche-Hongrie. Après la mort d'un premier garçon, elle devient l'aînée de neuf enfants. Elle a pour confesseur l'abbé Joseph Naber, curé de Konnersreuth de 1909 à 1960, qui sera tout au long de sa vie son soutien spirituel et son directeur de conscience. C'est à lui seul qu'elle déclare avoir eu une vision le jour de sa première communion et avoir reçu le don de voir sa communion spirituelle se transformer en communion sacramentelle. Dès l'âge de quatorze ans, elle entre au service d'un cultivateur-aubergiste du village comme fille de ferme durant la journée et travaillant le soir dans le café et la salle de danse de l'auberge. Désirant devenir missionnaire, elle économise pour se constituer le trousseau nécessaire à son entrée au couvent. 

### 1918-1926

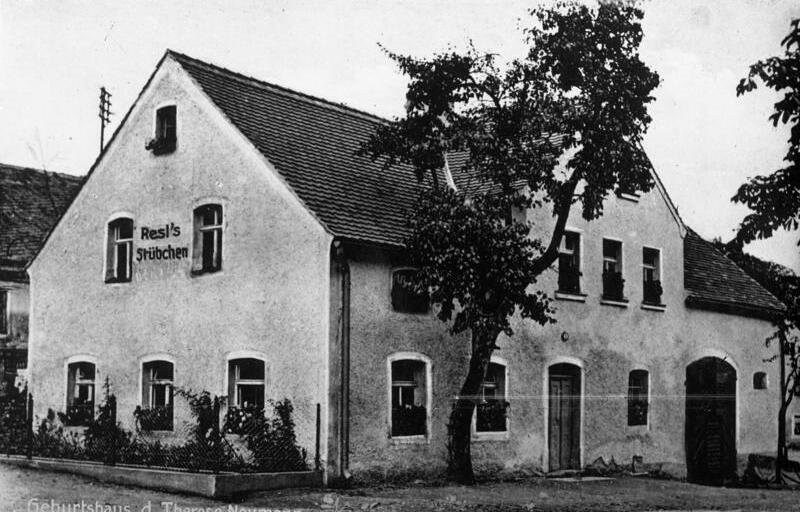
La maison de Thérèse Neumann à Konnersreuth, en 1926.

Le 10 mars 1918, en soulevant de lourds seaux d'eau pour aider à combattre un incendie, elle se démet les deuxième et troisième vertèbres lombaires. Elle continue cependant son travail. Mais au mois d'avril suivant, à la suite d'une chute qui occasionne une blessure à la base du crâne, elle perd progressivement la vue. Commence alors un long calvaire, marqué par une série de nouvelles chutes accidentelles jusqu'en mars 1919, qui entraînent une luxation vertébrale, des convulsions, et une totale cécité accompagnée de douleurs intolérables. Cet accident et les terribles maladies qui lui succèdent l'empêchent de réaliser sa vocation religieuse, et anéantissent son rêve d'apostolat missionnaire en Afrique. Ses maux s'aggravent rapidement : elle est sujette à des crampes violentes, ses mains et ses pieds se crispent, sa tête se renverse en arrière. Les syncopes vont l'obliger à rester alitée pendant six ans et demi à partir d'octobre 1918. Deux apophyses de son épine dorsale semblent enfoncées. Une paralysie gagne ses membres inférieurs, tandis qu'elle devient sourde et muette par périodes, et qu'apparaissent des escarres et des plaies purulentes dans le dos et le pied gauche, suivies par la gangrène. Six médecins successifs sont impuissants à la débarrasser de ces effroyables maux. Elle guérit cependant de sa cécité, d'une gangrène au pied gauche, des lésions vertébrales, de la paralysie et des plaies suppurées du dos, d'une appendicite purulente, d'une pneumonie double, d'un accident vasculaire cérébral dans des conditions qui font dire aux témoins qu'il s'agit de miracles.

### 1926-1962

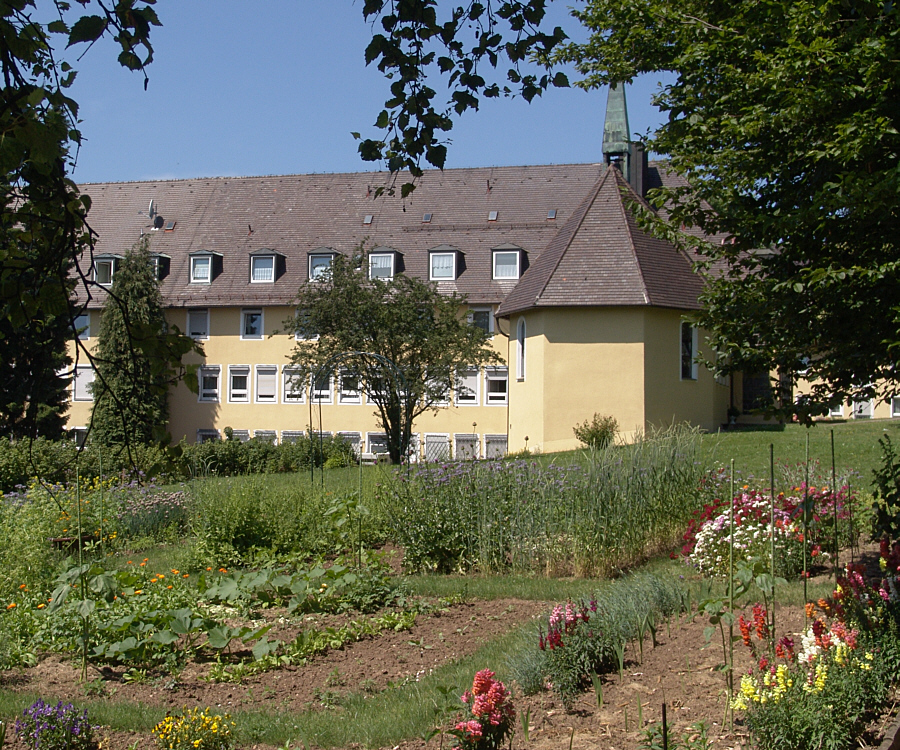
Le couvent du Theresianum à Konnersreuth.

À partir de 1927, Thérèse Neumann acquiert une certaine réputation qui attire des pèlerins et des curieux dans le petit village de Konnersreuth. Les phénomènes extraordinaires dont elle est l'objet suscitent beaucoup d'intérêt, l'obligeant à répondre à des demandes d'entretiens, à un volumineux courrier et à des visites ; les soupçons de supercherie et les doutes se répandent chez les adversaires de la thèse mystique, certains ayant posé le diagnostic d'hystérie. L'évêque de Ratisbonne, Mgr von Henle, soumet donc Thérèse Neumann, du 13 au 28 juillet 1927, à une enquête afin de vérifier l'authenticité de son inédie. 
Après l'accession au pouvoir d'Hitler, Thérèse Neumann et sa famille subissent maintes tracasseries. Selon Jean Prieur, elle aurait prédit, dans les années 1930, que la chute du régime d'Adolf Hitler serait inéluctable et spectaculaire. Prieur affirme également qu'un visiteur aurait eu l'idée de placer entre ses mains une carte postale représentant Hitler et qu’« elle rejeta la photo, comme si ce contact la brûlait » et s'écria : « Fumée et feu de l'Enfer ! ». Les nazis tentent de l'assassiner le 20 avril 1945[réf. nécessaire], mais ne la trouvant pas, ils bombardent le village et l'incendient. Quelques heures plus tard, les forces américaines empêchent la destruction totale du village et, pendant neuf jours, placent une double garde pour veiller sur elle et sa maison. Durant l'été 1962, l'évêque de Ratisbonne, Mgr Rudolph Graber, lui exprime son désir d'édifier un monastère d'adoration dans son diocèse.
Après un séjour à Eichstätt, en août puis en septembre 1962, Thérèse Neumann, qui s'investit pleinement dans ce projet, s'attache à réunir des fonds pour la construction de ce couvent. Elle est pourtant victime de graves malaises dus à l'angine de poitrine dont elle souffre. Elle choisit la congrégation religieuse des Sœurs de Marie du Carmel pour ce couvent appelé Theresianum en l'honneur de sainte Thérèse de l'Enfant-Jésus, sa protectrice. Le vendredi 14 septembre 1962, jour de l'Exaltation de la Sainte Croix, apparaissent des stigmates et une vision de l'empereur byzantin Héraclius qui rapporta la Croix du Christ à Jérusalem ; le 15, elle est terrassée par un infarctus du myocarde. Elle meurt le 18 septembre 1962.
Pendant quatre jours, Thérèse Neumann est exposée sur son lit mortuaire, et des milliers de personnes défilent pour la voir une dernière fois. Le 22 septembre 1962, pour ses funérailles, le village de Konnersreuth a été envahi par une foule d'environ 7 000 personnes venues du monde entier. Le R.P. Calixt Hotschel, directeur du Tiers-Ordre capucin auquel appartenait Thérèse Neumann, fit l'éloge de la défunte.

### Les manifestations mystiques
Selon les sources d'obédience chrétienne, et notamment Ennemond Boniface, apologète fervent de Thérèse Neumann, celle-ci aurait été sujette à diverses manifestations :
- Inédie : Pendant 36 ans, Thérèse Neumann n'aurait absorbé aucun aliment, solide ou liquide, sauf environ deux grammes d'hostie pour sa communion quotidienne. Ce jeûne absolu aurait commencé le 6 août 1926, après la vision du Christ transfiguré : « J'ai laissé toute faim et soif sur le Tabor », déclare-t-elle[9]. Afin de prouver scientifiquement cette inédie, elle fut soumise à une observation durant quinze jours, en 1927, sous la direction des docteurs Otto Seidl, son médecin traitant, et Ewald, professeur de psychiatrie à l'université d'Erlangen (ce dernier opposé à la thèse de causes surnaturelles), et sous la surveillance de quatre infirmières franciscaines assermentées qui avaient pour mission, entre autres, de ne jamais la quitter des yeux, vingt-quatre heures sur vingt-quatre. Le procès-verbal de cette enquête conclut que durant ces quinze jours, Thérèse Neumann n'avait absorbé que 0,33 gramme d'hostie, environ 45 cm3 d'eau, que son poids était resté identique, et que l'analyse de son sang ne révélait aucun indice d'abstinence[10].
- Insomnies : Thérèse Neumann n'aurait dormi qu'une heure ou deux chaque nuit. Son emploi du temps s'organisant de minuit à une heure du matin, prière quotidienne dans la solitude, à l'église, puis lecture du courrier jusque vers 4h du matin, repos fait de sommeil, prière ou méditation dans son lit jusque vers 6h, messe à 7h, puis occupations habituelles.
- Stigmates : Thérèse Neumann aurait reçu le stigmate du cœur le vendredi de Carême, 5 mars 1926, au cours d'une extase. Le vendredi saint suivant, 2 avril 1926, elle aurait eu une nouvelle vision de la Passion du Christ, et des stigmates sur le dos des mains et des pieds. Le vendredi saint, 15 avril 1927, des stigmates aux faces internes des mains et des pieds, puis, la même année, huit stigmates de la couronne d'épines au milieu du cuir chevelu. Puis, pendant le Carême 1928, le stigmate du portement de Croix à l'épaule droite, le vendredi saint, 29 mars 1929, les stigmates de la flagellation. Toutes ces plaies qui saignaient régulièrement ne cicatrisaient pas, ne suppuraient pas mais étaient très douloureuses. Elle dut porter des chaussures spéciales pour pouvoir marcher[11]. Des larmes de sang auraient accompagné ses visions de la Passion du Christ tous les vendredis. Le vendredi saint 30 mars 1956, sept à huit mille personnes assiègent la maison des Neumann dans l'espoir d'assister à l'extase douloureuse et sanglante de la stigmatisée.
- Visions extatiques et xénoglossie : Thérèse Neumann aurait assisté environ 700 fois au drame de la Passion du Christ, ressentant dans sa chair les souffrances du Christ, lors de la flagellation, du chemin de croix et de la crucifixion. Ses visions concernaient également d'autres scènes du Nouveau ou de l'Ancien Testament. Elle disait ainsi fournir à des spécialistes, comme le professeur Frans Xavier Wutz, exégète de l'Ancien Testament à la faculté catholique d'Eichstätt et expert en langues sémitiques et en archéologie palestinienne, des précisions historiques, topographiques ou archéologiques sur des monuments et sur les langues parlées à l'époque du Christ, comme l'araméen ou le grec de la koinè, disant avoir la faculté, non de parler ces langues anciennes qu'elle ne connaissait pas, mais de se remémorer des mots ou des phrases qu'elle entendait pendant ses extases[12].
- Ubiquité : Thérèse Neumann disait avoir la faculté de voir des lieux où elle ne se trouvait pas physiquement, et d'assister à des évènements religieux, comme la proclamation à Rome du dogme de l'Assomption ou des journées de Lourdes. L'abbé Naber a rapporté dans son journal, à la date du 14 décembre 1930 qu'elle aurait suivi, dans des conditions surnaturelles, une messe qu'il avait célébrée à Berlin. D'autres témoignages du même ordre ont été apportés par le docteur Johannes Steiner[13].
- Souffrances expiatoires ou de suppléance : pour coopérer au salut des âmes, Thérèse Neumann disait assumer dans son corps les souffrances, les maladies et les péchés d'autrui. Ces pécheurs et malades s'en seraient ainsi aussitôt trouvés soulagés ou guéris. Dans une lettre à une amie religieuse, elle écrit, le 7 novembre 1924 : « Je prie et offre beaucoup de mes souffrances pour vous toutes […] J'offre au Père céleste la Passion de Jésus-Christ, ainsi que les mérites de ses saints et de toutes les âmes droites sur la terre ».
- Don de prophétie : Thérèse Neumann aurait prévu les persécutions d'Ingbert Naab par la Gestapo et l'aurait aidé à s'y soustraire, lui prédisant le lieu de sa mort au couvent de Koenigshoffen près de Strasbourg.

## Point de vue médical
Thérèse Neumann a commencé à expérimenter des stigmates en 1926, et ceux-ci ont été examinés par plusieurs médecins au fil des années. Certains médecins, tels que le Dr Johannes Steiner, qui a examiné les stigmates de Thérèse Neumann à plusieurs reprises dans les années 1920 et 1930, et le Dr Richard Koch, qui a lui aussi examiné les stigmates de Thérèse Neumann à plusieurs reprises dans les années 1920 et a publié des articles à leur sujet, ont conclu que les stigmates étaient réels et ne pouvaient pas être expliqués par des causes naturelles. Le Dr Fritz Gerlich a également examiné les stigmates de Thérèse Neumann à plusieurs reprises dans les années 1920 et a publié des articles à leur sujet. Cependant, d'autres médecins, tels que le Dr Josef Mayrhofer et le Dr J. Deutsch, ont remis en question l'authenticité des stigmates et ont proposé des explications médicales alternatives, il a notamment suggéré que les saignements pouvaient être causés par des lésions cutanées auto-infligée sans toutefois avoir pu réellement l'examiner,,,.
En ce qui concerne l'état de santé général de Thérèse Neumann, des sources divergent. Certains témoins de l'époque ont rapporté que Thérèse était souvent malade et affaiblie, tandis que d'autres ont décrit une santé robuste. En 1928, le professeur Martini, qui avait examiné Thérèse à la demande de sa famille, a conclu qu'elle souffrait d'une « hystérie grave avec tous les phénomènes inhérents à la maladie, y compris la part habituelle de simulation ». Cependant, cette conclusion a été contestée par d'autres médecins qui ont affirmé que les symptômes de Thérèse ne pouvaient pas être expliqués par l'hystérie ou la simulation.

#### Littérature scientifique
- (en) Tine Van Osselaer, Andrea Graus, Leonardo Rossi et Kristof Smeyers, The Devotion and Promotion of Stigmatics in Europe, c. 1800–1950 : Between Saints and Celebrities, Leyde-Boston, Brill, coll. « Numen Book Series » (no 167), 2020, XV-470 p. (ISBN 978-90-04-43919-1, DOI 10.1163/9789004439351) .

#### Littérature d'obédience chrétienne
- Helmut Fahsel (trad. de l'allemand), Thérèse Neumann, l'extraordinaire mystique de Konnersreuth, Paris, Le jardin des livres, 2009, 200 p. (ISBN 978-2-914569-94-1)
- Ennemond Boniface, Thérèse Neumann la crucifiée de Konnersreuth devant l'histoire et la science, Lethielleux, 1979 (ISBN 978-2-249-60134-7)Critique de l'ouvrage par Jacques Maître.
- Johannes Steiner (trad. F. Giot et F. Dorola), Thérèse Neumann, la stigmatisée de Konnersreuth, Munich, Éditions Meddens, 1963, 234 p.
  - (de) Johannes Steiner, Visionen der Therese Neumann, vol. I, Munich et Zurich, Schnell und Steiner, 1973, 311 p. (ISBN 3-7954-0156-9)